# 小倉尚
小倉 尚（おぐら ひさし、1892年（明治25年）2月25日 - 1943年（昭和18年）9月10日）は、大日本帝国陸軍軍人。最終階級は陸軍中将。

## 経歴
茨城県出身。1913年（大正2年）5月26日に陸軍士官学校（25期）を卒業し、同年12月25日に工兵少尉に任ぜられ、工兵第一大隊付となる。1916年（大正5年）11月30日に陸軍砲工学校（22期）高等科を卒業し、更に員外学生として在学。1917年（大正6年）8月6日に工兵中尉に昇進、1920年（大正9年）7月10日には東京帝国大学工学部建築学科を卒業した。
1922年（大正11年）8月15日に工兵大尉に昇進し陸軍工兵学校教官、陸軍技術本部部員等を経て、1928年（昭和3年）8月10日工兵少佐に昇進後、陸軍省兵器局課員等を経て、1932年（昭和7年）8月8日工兵中佐に昇進。更に、ドイツ駐在官等を経て、陸軍築城部本部部員在任中の1937年（昭和12年）3月1日に工兵大佐に昇進。
その後、1939年（昭和14年）8月1日に陸軍少将に昇進し高雄要塞司令官に就任。更に北支那方面軍兵器部長を歴任し、1942年（昭和17年）12月1日に陸軍中将に昇進後、翌2日に陸地測量部長に就任した。
1943年9月10日、台湾の東海岸にて事故死した。

## 栄典
- 1914年（大正3年）3月20日 - 正八位[11]
- 1917年（大正6年）10月1日 - 従七位[12]
- 1922年（大正11年）9月11日 - 正七位[13]
- 1926年（大正15年）8月26日 - 勲六等瑞宝章[14]
- 1927年（昭和2年）10月1日 - 従六位[15]
- 1932年（昭和7年）
  - 8月16日 - 勲五等瑞宝章[16]
  - 9月1日 - 正六位[17]
- 1934年（昭和9年）
  - 3月1日 - 満州帝国：大満洲国建国功労章[18]
  - 4月29日 - 勲四等旭日小綬章・昭和六年乃至九年事変従軍記章[19]
- 1937年（昭和12年）5月1日 - 従五位[20]
- 1939年（昭和14年）8月15日 - 正五位[21]
- 1940年（昭和15年）
  - 8月15日 - 紀元二千六百年祝典記念章[22]
  - 10月15日 - 勲三等瑞宝章[23]

## 著作
- 小倉尚 講述『工場防空の概要』工場防護團本部、大阪、1937年6月1日。